# 주한 에스토니아 대사관
주한 에스토니아 대사관(에스토니아어: Eesti saatkond Korea vabariigis)은 대한민국 서울특별시 중구 한강대로 416 (남대문로5가 541) 서울스퀘어 22층에 위치하고 있는 에스토니아 대사관이다. 현직 주한 에스토니아 대사는 스텐 슈베데이다.

## 역사
대한민국과 에스토니아는 에스토니아가 소련으로부터 독립한 직후인 1991년 10월 17일에 대사급 외교 관계를 맺었으나, 양국간 외교 관계 및 수요가 적어 상주 공관은 마련되지 않았다. 에스토니아 정부에서는 대한민국 주재 공관 개설 이전까지 주일본 에스토니아 대사관이 대한민국을 겸임해 왔고, 대한민국 정부에서도 에스토니아 주재 공관 개설 이전까지 주핀란드 대한민국 대사관이 에스토니아를 겸임해 왔다. 에스토니아는 발트 3국 중 유일한 남한 단독 수교이면서도 조선민주주의인민공화국(북한)을 실질적으로 미승인 국가로 취급하기 때문에 대한민국을 South Korea나 Republic of Korea가 아닌 Korea로 표기하고 있다.
2020년 12월에 상주공관이 개설되었고, 덴마크, 독일 대사관과 유럽 연합 대표부가 있는 서울스퀘어에 들어서 있다. 대한민국은 2024년 10월에 주에스토니아 대한민국 대사관을 개설하였다.
국립중앙도서관에서 2022년 3월 14일부터 1달간 "미래로 나아가는 발트의 길" 전시회에 주한 라트비아 대사관, 주한 리투아니아 대사관과 함께 참여했다.

## 같이 보기
관련 항목
- 대한민국-에스토니아 관계
- 주에스토니아 대한민국 대사관
- 에스토니아의 재외공관 목록
- 대한민국 주재 외국공관 목록

서울스퀘어 관련
- 주한 독일 대사관
- 주한 덴마크 대사관
- 주한 유럽 연합 대표부
- 주한 바레인 대사관